# 草野厚
草野 厚（くさの あつし、1947年6月10日 - ）は、日本の政治学者。慶應義塾大学名誉教授。専門は、戦後日本外交論、政策過程論、国際関係論。

## 人物
現代日本の経済政策や外交政策、行政改革、国際交渉を巡る政策決定過程の実証分析を行う。また、『サンデープロジェクト』のコメンテーターを務めたほか、テレビや新聞・雑誌などのメディア出演も多い。
著書『日米オレンジ交渉』(1983年）で、福田赳夫内閣時代に米国が求めたオレンジの市場開放をめぐる政策過程を分析し、当時の日米経済摩擦が、必ずしも日米政府レベルの対立だけでない複雑な側面を明らかにした。日本国内では輸入の権利を持つ業者とかんきつ農家（農協）が　輸入拡大反対で連合し、輸入権のない完全自由化を求める輸入業者と対立した。他方、米国では数量は限られていたものの日本市場を独占していたカリフォルニア・サンキストグループが、新規参入を求めるフロリダ・シールドスィートを排除しようと対立し、日本国内で利害を一致させる勢力とともに米国議会、ホワイトハウス、日本政府への働きかけを活発に行った。草野はこの状況を、両国の関係者多数にインタビューを行って明らかにしている。また、経済摩擦にみられる両国間の政策過程の複雑さを相互浸透モデルとして提起した。この著作は、1984年度の日米友好基金賞を受賞している。
学生時代から音楽に造詣が深く、慶大在学中に東京藝術大学を2度受験して、2度目は最後の2人まで残ったという逸話を持つ。近年はパイプオルガンに興味があり、自宅に小型のパイプオルガンを設置するほどで、著書『癒しの楽器パイプオルガンと政治』（2003年）はオルガンを巡る既得権益（公共施設に税金で導入されたにもかかわらず、実質的にギルド化したオルガニストだけが利用できる）への批判が執筆のきっかけになったものであり、当時東京藝大教授だった鈴木雅明をはじめとする関係者を名指しで批判した。国会の委員会でも、問題提起がきっかけで東京藝術大学のオルガン導入の経緯が取り上げられた。
2000年にドキュメンタリー番組を格付けするNPO団体、メディア検証機構を設立し理事長を務めた。メディア機構は一定の役割を果たしたとして活動を2006年に停止した。
草野は慶應義塾大学教授の時には、ゼミ生が大手メディア、特に在京キー局とNHKに就職することが自慢であり、大手メディアへの就職を目当てにゼミに入る者も多かったが、殆どがその基準に満たず、夢破れた。また、草野を卒業後も信奉するゼミOB・OGがいる。
草野が慶應義塾大学総合政策学部の教授に着任した1991年当初からΩ（オメガ）館の大講義室棟で行っていたグループワークと討論を柱とした「戦後日本外交論」（通称：戦日）は、湘南藤沢キャンパス（SFC）の名物授業の一つとして知られている。その模様は2011年9月にNHK教育テレビ／Eテレ「白熱教室JAPAN」で放映（全4回）され、同名物授業の知名度は全国区となった。
同時期の2011年秋に、草野は中学生時代に興味のあった日本史に回帰。テーマを「古墳」としたライフワークは定年後に本格化し、これまで全国40都府県の600基を超える（2021年5月現在）古墳を実際に訪れ、その様子を撮影した動画を解説文と共にブログにアップしている。

## 略歴
- 1947年：東京都に生まれる
- 1971年：慶應義塾大学法学部法律学科卒業、松下電器貿易入社
- 1977年：上智大学大学院外国語学研究科国際関係論専攻修士課程修了
- 1981年：東京大学大学院社会学研究科国際関係論専攻博士課程修了、社会学博士[1]
  - 著書『日米オレンジ交渉』（1983年）は自身の博士論文に加筆して出版したもの。
- 1983年：国際大学助手（-1985年）
- 1985年：プリンストン大学国際問題研究所客員研究員（-1987年）
- 1987年：東京工業大学助教授（-1992年）
- 1991年：慶應義塾大学総合政策学部教授 兼 同大学院政策・メディア研究科委員（-2013年3月）
- 1997年：松下政経塾評議員
- 2000年：メディア検証機構理事長（-2006年）
- 2002年：外務省ODA総合戦略会議委員
- 2007年：国際協力に関する有識者会議委員
- 2013年：慶應義塾大学名誉教授

## 著書

### 単著
- 『日米オレンジ交渉――経済摩擦をみる新しい視点』（日本経済新聞社, 1983年）
- 『日米・摩擦の構造――戦いながら共存するための知恵をオレンジ・自動車戦争に探る』（PHP研究所, 1984年）
- 『昭和40年5月28日――山一事件と日銀特融』（日本経済新聞社, 1986年／『証券恐慌』に改題, 講談社 ［講談社文庫］, 1989年）
- 『国鉄改革――政策決定ゲームの主役たち』（中央公論社［中公新書］, 1989年／「国鉄解体」に改題, 講談社[講談社文庫], 1997年）
- 『アメリカ議会と日米関係』（中央公論社, 1991年）
- 『大店法経済規制の構造――行政指導の功罪を問う』（日本経済新聞社, 1992年）
- 『ODA(政府開発援助)1兆2000億円のゆくえ――日本の国際貢献のあり方を問う』（東洋経済新報社, 1993年）
- 『日本の論争：既得権益の功罪――メディア・ODA・規制緩和・消費者運動・審議会・情報公開・官僚機構』（東洋経済新報社, 1995年）
- 『ODAの正しい見方』（筑摩書房［ちくま新書］, 1997年）
- 『政策過程分析入門』（東京大学出版会, 1997年）
- 『山一証券破綻と危機管理――1965年と1997年』（朝日新聞社, 1998年）
- 『連立政権――日本の政治1993-』（文藝春秋［文春新書］, 1999年）
- 『日米安保とは何か――その成立から新ガイドラインまで』（PHP研究所, 1999年）
- 『考える力を養う情報収集法――分析力・判断力がアップする10章』（太陽企画出版, 1999年）
- 『わかる現代政治学ゼミ 公務員試験――現実の政治から理論を学ぶ新しい演習書』（実務教育出版, 2000年）
- 『テレビ報道の正しい見方』（PHP研究所［PHP新書］, 2000年）
- 『官僚組織の病理学』（筑摩書房［ちくま新書］, 2001年）
- 『癒しの楽器パイプオルガンと政治』（文藝春秋［文春新書］, 2003年）
- 『歴代首相の経済政策全データ』（角川書店［角川oneテーマ21］, 2005年）
- 『テレビは政治を動かすか』（NTT出版, 2006年）
- 『解体――国際協力銀行の政治学』（東洋経済新報社, 2006年）
- 『日本はなぜ地球の裏側まで援助するのか』（朝日新聞社［朝日新書］, 2007年）
- 『政権交代の法則――派閥の正体とその変遷』（角川書店［角川oneテーマ21］, 2008年）
- 『ODAの現場で考えたこと　日本外交の現在と未来』（日本放送出版協会［NHKブックス］, 2010年）
- 『歴代首相の経済政策全データ・増補版』（角川書店 [角川oneテーマ21] , 2012年）
- 『政策過程分析入門・第2版』（東京大学出版会, 2012年）

### 共著
- （宍戸善一）『国際合弁――トヨタ・GMジョイントベンチャーの軌跡』（有斐閣, 1988年）
- （戸部良一・五味俊樹・井上勇一・波多野澄雄）『昭和史 ― その遺産と負債』（朝日出版社, 1989年）
- （渡辺利夫）『日本のODAをどうするか』（日本放送出版協会, 1991年）

### 編著
- 『政策過程分析の最前線』（慶應義塾大学出版会, 2008年）

### 共編著
- （梅本哲也）『現代日本外交の分析』（東京大学出版会, 1995年）
- （久保文明・大沢秀介）『現代アメリカ政治の変容』（勁草書房, 1999年）

### 訳書
- マイケル・M・ヨンツ『日本が独立した日』（宮里政玄共訳、講談社, 1984年）
- T・R・リード『誰も知らないアメリカ議会――大統領・議員・利益団体』（東洋経済新報社, 1987年）